# لغة الإشارة الكينية
لغة الإشارة الكينية ( بالإنجليزية : KSL، بالسواحيلية : LAK) هي لغة إشارة يستخدمها مجتمع الصم في كينيا والصومال . يستخدمها أكثر من نصف سكان كينيا الصم، الذين يُقدر عددهم بـ 600,000 نسمة. هناك بعض الاختلافات في اللهجات بين كيسومو (غرب كينيا) ومومباسا (شرق كينيا) والصومال. (انظر لغة الإشارة الصومالية ).

## الوضع اللغوي
بالإضافة إلى لغة الإشارة الكينية، تم استخدام عدد من اللغات الأخرى للتدريس في كينيا: لغة الإشارة البلجيكية (في مدرسة واحدة فقط)، ولغة الإشارة البريطانية (في مدرسة واحدة فقط)، ولغة الإشارة الأمريكية ،  ولغة الإشارة الإنجليزية الكينية، وحتى لغة الإشارة الكورية .  ومن المحتمل أن يستخدم الطلاب في هذه المدارس شكلاً من أشكال لغة الإشارة الكينية بغض النظر عن ذلك.
يوجد أبجدية يدوية مأخوذة أساسًا من الأبجدية اليدوية للغة الإشارة الأمريكية. ومع ذلك، فقد كانت الأبجدية اليدوية البريطانية مستخدمة في السنوات الأولى.

## المكانة والتقدير
لا تتمتع لغة الإشارة الكينية حاليًا بأي وضع قانوني، ولكن هناك اقتراحًا بأن يتم الاعتراف بلغة الإشارة الكينية وبطريقة بريل في الدستور الجديد للبلاد كلغتين وطنيتين ورسميتين إلى جانب الإنجليزية والسواحيلية.
نادراً ما يتوفر مترجمون للغة الإشارة، وغالبًا ما يكونون غير مؤهلين بسبب عدم وجود برنامج تدريب أو نظام لإصدار الشهادات، ولكن بفضل الجهود التي بذلتها جمعيات الصم، تم الاعتراف بلغة الإشارة الكينية كلغة وطنية إلى جانب الإنجليزية والسواحيلية.

## جمعية مترجمي لغة الإشارة الكينية
تأسست جمعية مترجمي لغة الإشارة الكينية من قبل مجموعة مكونة من 20 مترجمًا محليًا بعد تدريب أجراه أول متطوعي فيلق السلام الأمريكي في مجال تعليم الصم في أيلول 2000. قبل هذا التدريب، كان هناك عدد من التدريبات القصيرة التي نظمتها وحدة أبحاث لغة الإشارة الكينية والجمعية الوطنية للصم الكينيين تعود إلى ثمانينيات وتسعينيات القرن العشرين. تُعد الجمعية مبادرة محلية تطورت لتقوية مهنة الترجمة في كينيا. وتأمل الجمعية في تحسين ورفع مستوى مهنة الترجمة في كينيا من خلال الأهداف التالية:
1. ضمان الاعتراف الرسمي من قبل الحكومة بمهنة مترجمي لغة الإشارة
2. تشجيع ودعم المبادرات الرامية إلى تحسين معايير الترجمة والتدريب. على الترجمة، وتحديد سلم الأجور للمترجمين بناءً على مستوى مهاراتهم من خلال نظام الشهادات.
3. التعاون مع الهيئات المعنية برفاه الصم وتوفير مترجمي لغة الإشارة في جميع أنحاء العالم.
4. نشر الوعي حول الإعاقة السمعية ومهنة الترجمة بلغة الإشارة من خلال إصدار مواد إعلامية.
5. جمع وتوفير التمويل اللازم لتحقيق الأهداف من خلال رسوم العضوية والاشتراكات والمساهمات والهبات أو التبرعات والعمولات والمدفوعات وأنشطة جمع التبرعات سواء كانت نقدية أو عينية من الأعضاء وغير الأعضاء.
6. إنشاء وإدارة سجل لمترجمي لغة الإشارة في كينيا، وتطبيق مدونة أخلاقية، والتوسط في النزاعات بين المترجمين وعملائهم.

تسعى الجمعية إلى إنشاء برنامج تدريب ونظام إصدار شهادات لأعضائها. وتتبنى نهجًا ثلاثي الأركان يتمثل في: إصدار الشهادات للأعضاء، التعليم المستمر للمترجمين العاملين، وحل النزاعات من خلال تطبيق مدونة السلوك.
اتصال الصم العالمي، مساعدة الصم، و كسليا نظمت بالاشتراك سلسلة من الدورات التدريبية الرامية إلى تطوير عملية لتوفير التدريب وإصدار الشهادات والتطوير المهني المستمر للمترجمين الشفويين الكينيين.

## القواميس والتعليم
نُشر قاموس للغة الإشارة الكينية سنة 1991. وقد طورت وحدة أبحاث لغة الإشارة الكينية بالتعاون مع متطوعي فيلق السلام مؤخرًا قاموسًا تفاعليًا رقميًا.
منذ سنة 2015، نُشر قاموس إلكتروني جديد وتطبيق للهاتف المحمول على الموقع [www.ksldictionary.com](http://www.ksldictionary.com) من قِبل كينيث سميث غاثورو
لا تُستخدم لغة الإشارة الكينية عادة في الفصول الدراسية في مدارس الصم البالغ عددها 35 مدرسة داخلية في كينيا، على الرغم من أنها اللغة الرئيسية لديهم، وتشير التقارير إلى أن الإلمام بالقراءة والكتابة باللغتين الإنجليزية والسواحيلية منخفض للغاية بين مجتمع الصم. ومنذ إنشاء أولى مدارس الصم في ستينيات القرن العشرين، نادرًا ما شمل الطاقم التعليمي أشخاصًا من ذوي الإعاقة السمعية، حتى أطلقت الحكومة برنامجًا في تسعينيات القرن العشرين (بقيادة الجمعية الوطنية للصم في كينيا) أدى إلى تدريب وتوظيف شخصين من الصم كمعلمين. ويُدار البرنامج حاليًا من قبل منظمة Global Deaf Connection برئاسة نيكسون كاكيري، ومقره في كلية المعلمين في ماتشاكوس.

## منظمات لغة الإشارة
الجمعية الوطنية للصم في كينيا هي منظمة وطنية غير حكومية تأسست وتُدار من قبل أشخاص من ذوي الإعاقة السمعية. تأسست سنة 1986 وسُجلت سنة 1987 بموجب قانون الجمعيات. كما أن الجمعية عضو عادي في الاتحاد العالمي للصم.
جمعية مترجمي لغة الإشارة الكينية هي جمعية وطنية غير حكومية أُسست وتُدار من قبل مترجمين كينيين لتطوير مهنة الترجمة في كينيا وتوفير خدمات ترجمة عالية الجودة للصم الكينيين. تأسست في أيلول 2000. وتسعى الجمعية حاليًا إلى أن تصبح عضوًا في الجمعية العالمية لمترجمي لغة الإشارة.
شهود يهوه هم منظمة دينية أنتجت مواد موسيقية وفيديوهات ومقالات بلغة الإشارة الكينية، إضافة إلى ترجمتها إلى 106 لغة إشارة مختلفة. وقد تمت ترجمة أجزاء من الكتاب المقدس إلى لغة الإشارة الكينية، كما أُنجزت ترجمات كاملة أو جزئية للكتاب المقدس إلى 97 لغة إشارة مختلفة. ويعقد شهود يهوه اجتماعات أسبوعية بلغة الإشارة الكينية في مومباسا ونيروبي وناكورو والدوريت و كيسومو، وهي اجتماعات مجانية، ويمكن للصم أيضًا اختيار برنامج دراسي مجاني للكتاب المقدس بلغة الإشارة الكينية.

## مدارس ثنائية اللغة
تستخدم مدرسة همبل هارتس في نيروبي، ومدرسة كيسي للصم، والمدرسة المسيحية الكينية للصم في أويغوس، لغة الإشارة الكينية كلغة تدريس. وتُعد مدرسة همبل هارتس أول مدرسة ثنائية اللغة الإشارية في كينيا حيث تُدرس لغة الإشارة الكينية واللغة الإنجليزية بشكل متساوٍ. كما تستخدم مدرسة كيدوا للصم في منطقة كيريتشو لغة الإشارة الكينية للتدريس، وتمتاز عن غيرها من مدارس الصم في كينيا بوجود أكثر من نصف الطاقم التعليمي من ذوي الإعاقة السمعية أنفسهم.

## ملحوظات
1. ↑  Gallaudet world FAQ نسخة محفوظة December 19, 2005, على موقع واي باك مشين.
2. ↑  Ethnologue report نسخة محفوظة September 24, 2005, على موقع واي باك مشين.
3. ↑  "Kenyan Sign Language Interpreters Association - (KSLIA)". www.kslia.blogspot.com. مؤرشف من الأصل في 2024-12-19. اطلع عليه بتاريخ 2018-04-18.

## روابط خارجية
- مقابلة مع سيميون أوجولا عام 1996
- موقع Sahaya.org نسخة محفوظة 2019-04-07 على موقع واي باك مشين.   برنامج تثقيفي حول فيروس نقص المناعة البشرية/الإيدز باستخدام لغة الإشارة الكينية. يحتوي هذا الموقع على معلومات مفيدة وصور لمجتمع الصم الكيني.
- رابطة مترجمي لغة الإشارة الكينيين - KSLIA. مدونة رسمية تتضمن معلومات عن المترجمين الكينيين وقضاياهم.
- تقرير من متطوع أمريكي يزور كينيا للعمل مع مجتمع الصم من خلال منظمة غير حكومية.
- عرض توضيحي لقرص CD الخاص بـ KSL الذي طوره متطوعو فيلق السلام الذين يعملون في كينيا.
- اختبار KSL HIV/AIDS SmartQUIZ - اختبار KSL التفاعلي القائم على الكمبيوتر حول فيروس نقص المناعة البشرية/الإيدز، والذي طوره متطوعو فيلق السلام العاملون في كينيا
- ملصق سهل التعلم بلغة الإشارة الكينية/الزامبية - ملصق سهل التعلم بلغة الإشارة الكينية/الزامبية، من إعداد متطوعي فيلق السلام العاملين في كينيا
- قاموس لغة الإشارة الكينية - قاموس لغة الإشارة الكينية
- مصطلحات القرابة بين الكامبا والكيكويو نسخة محفوظة 2018-08-03 على موقع واي باك مشين.   مقارنة استخدام مصطلحات القرابة بين الكامبا والكيكويو من قبل الصم والبكم في نيروبي، كينيا

قالب:Languages of Kenya